# IC 2430
IC 2430 — галактика типу S0-a (спіральна галактика) у сузір'ї Рак.
Цей об'єкт міститься в оригінальній редакції індексного каталогу.